# Kabara
Kabara is een eiland van de Zuidelijke Lau-eilanden in Fiji. Het heeft een oppervlakte van 31 km² en er wonen ongeveer 700 mensen, verdeeld over vier dorpen.